# Каролина Бонапарт
Мария Анунциата Каролина Бонапарт, принцеса Мюра, е най-малката от сестрите на Наполеон Бонапарт. Омъжена за френския генерал Жоашен Мюра, по време на Наполеоновите войни тя е кралица на Неапол от 1808 до 1815 г.

## Биография

### Произход и ранни години
Каролина е родена на 25 март 1782 г. в Аячо, Корсика. Тя е най-малката от дъщерите на Карло Бонапарте и Летиция Рамолино. През 1793 г. семейството се премества в Марсилия, Франция. Във Франция Каролина постъпва като възпитаничка в школата в Сен Жермен ан Ле, основана от Мадам Кампан. По същото време там учи Хортензия дьо Боарне, доведена дъщеря на Наполеон от Жозефин.
Каролина се влюбва в Жоашен Мюра – един от генералите на брат ѝ. Двамата се женят на 20 януари 1800 г. Първоначално Наполеон е против брака им, но съпругата му Жозефин го принуждава да промени решението си.

### Кралица на Неапол
Изключително честолюбива и не по-малко жадна за власт от брат си, Каролина привлича в своя приятелски кръг велики държавни мъже като Тайлеран, Жуно, Фуше. На 15 март 1806 г. Каролина получава титлата Велика херцогиня на Берг и Клеве. На 1 август 1808 г. съпругът ѝ получава във владение Неаполитанското кралство, след като братът на Каролина е изпратен да управлява Испания.
Каролина изпитва остра ревност срещу Жозефин, тъй като смята, че Наполеон пренебрегва кръвните си роднини заради нея. Поради тази причина Каролина е изключително активна в интригите срещу императрицата. Тя убеждава Наполеон да започне любовна връзка с Елеонор Денюел, която му ражда първото извънбрачно дете. Това служи като доказателство, че именно императрицата е безплодна, а не Наполеон, който доказал, че е способен да има деца.
Когато Наполеон решава да се ожени за австрийската ерцхерцогиня Мария-Луиза, Каролина е изпратена да посрещне новата си снаха на френско-австрийската граница. Там Каролина принуждава Мария-Луиза да остави багажа и антуража си на австрийска територия.
След като раждането на Наполеон II слага край на мечтите ѝ да види най-големия си син като наследник на френския престол, Каролина започва да играе активна роля в защитата на интересите на Жоашен в Неапол. Тя дори започва любовна връзка с един от най-големите врагове на брат си – граф Метерних, който по време на Стоте дни се опитва да запази неаполитанския престол за Мюра. Отношенията ѝ с Наполеон се обтягат до краен предел в периода 1813 – 1814 г., когато Жоашен започва да проявява открита нелоялност към императора. Тя дори притиска съпруга си да сключи сепаративен мир със страните от Антифренската коалиция, за да запази трона си след свалянето на Наполеон. По време на Стоте дни обаче Жоашен отново подкрепя Наполеон, но по-късно е заловен от силите на Фердинанд IV Неаполитански и е екзекутиран на 15 октомври 1815 г., а Каролина търси спасение в Австрия, където се подвизава като графиня Липона (Липон е анаграма на Неапол) и живее във вила недалеч от Триест.

### Последни години
През 1830 г. Каролина се омъжва за Франческо Макдоналд (1777 – 1837) – бивш министър на войната на Неапол през 1815 – 1814. Двойката се установява във Флоренция, където Каролина умира от рак на стомаха на 18 май 1839 г.

## Деца
Каролина Бонапарт и Жоашен Мюра имат четири деца:
- Ахил Шарл Луи Наполеон Мюра (1801 – 1847);
- Мария Летисия Жозеф Анунциата Мюра (1802 – 1859);
- Люсиен Шарл Жозеф Наполен Мюра (1803 – 1878);
- Луиза Жули Каролина Мюра (1805 – 1889).

Един от нейните прапраправнуци от сина ѝ Люсиен Мюра е американският актьор Рене Обержоноа.